# 菲利普亲王运动

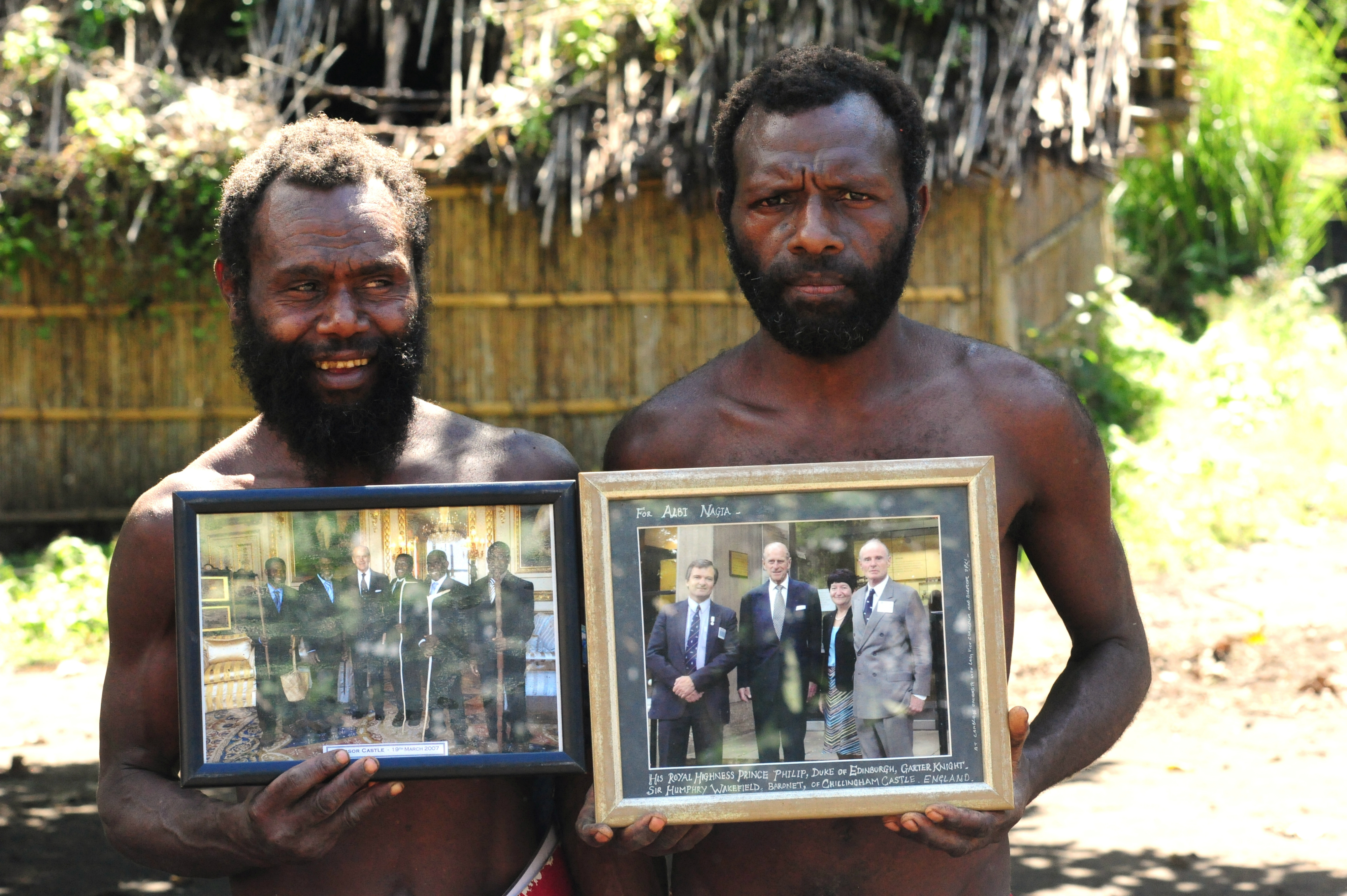
邀南嫩民众展示2007年访问英国时与菲利普亲王合影的照片（摄于2012年）

菲利普亲王运动（英語：Prince Philip movement）是瓦努阿图南部塔纳岛邀南嫩和亚克尔（Yakel）村的卡斯托姆人追随的一个宗教派别。它是邀南嫩部落流行的一种货物崇拜，他们把伊丽莎白二世女王的丈夫爱丁堡公爵菲利普亲王奉为神明。

## 起源
根据邀南嫩部落的古老传说，伊苏尔火山山神有一位白皮肤的儿子，他经历历险娶了一位权力极大的女人为妻。他有时被认为是约翰·弗洛姆的兄弟。
邀南嫩部落的民众看到了此地殖民地官员对伊丽莎白二世女王的爱戴，他们发现女王有着很大的权力、其丈夫菲利普亲王有着白皮肤，凡此种种皆与传说情节很类似，因而他们开始相信菲利普亲王一定是他们传说中的山神之子。
目前尚不清楚这种信仰是何时产生的，但可能是在1950或1960年代的某个时候。 1974年这对王室夫妇对瓦努阿图的正式访问加强了这一信仰，当时一些村民有机会从远处真正看到菲利普亲王。菲利普亲王当时并不知道这种崇拜，但几年后英国驻新赫布里底群岛专员约翰·钱皮恩（John Champion）向亲王告知了这一情况。

## 与菲利普亲王的互动
钱皮恩建议菲利普亲王给当地村民寄一张他自己的肖像，他同意了并寄了一张签名的官方照片。村民们则向他回赠了名为nal-nal的传统宰猪棒；在他们的请求下，亲王又送了一张自己与宰猪棒合影的照片给他们。之后他又于2000年寄了另一张照片。所有三张照片均由杰克·奈瓦（Jack Naiva）酋长保存，他于2009年去世。
安妮长公主于2014年10月访问了塔纳岛，她是伊丽莎白二世与菲利普亲王之女；她曾于1974年访问过瓦努阿图，但之前没有到访过该岛。查爾斯王子则于2018年访问了该岛。
2007年9月27日，英国第四台播出了真人秀节目《与土著见面》（Meet the Natives），讲述了信仰菲利普亲王运动的五名塔纳人访问英国的故事。他们最后与菲利普亲王见面并交换了礼物，其中包括一张亲王的新照片。
该教派通过举办派对庆祝2018年哈里王子与梅根·马克尔的婚礼，他们在派对上举起英国国旗、跳舞、吃猪肉。其实村民们最初并不知道婚礼，直到《泰晤士报》联系到该岛的一位旅行代理人，他转达了婚礼的消息。

## 对菲利普亲王去世的反应
2021年4月，该教派为菲利普亲王的逝世而哀悼。村长阿尔比（Albi）说他对亲王去世感到非常遺憾，而部落酋长亚帕（Yapa）则向王室和英国人民表示哀悼。在当地集会之地（nakamal）升起英国国旗并降半旗。许多部落民众于4月12日聚集在一起举行纪念亲王的仪式，人们轮流发言并向他致敬，开始一个正式的哀悼期。在接下来的几周里，村民们定期会面为他举行仪式，认为他是“生活在他们的山上一个非常强大神灵的再生后裔”。他们舞蹈、游行、展示亲王的纪念品，而男人们则喝当地传统的卡瓦酒。哀悼期以一场展示着大量薯蓣和卡瓦植物的“重要聚会”而告终，许多猪也在仪式中被宰杀献祭。在谈到女王时，杰克·马利亚（Jack Malia）酋长说，虽然亲王已经去世，但他们仍然与王室的“母亲”有联系。许多部落成员相信，当亲王的身体安息之时，他的灵魂会回到其精神家园——塔纳岛。
熟悉该部落的人类学家柯克·霍夫曼（Kirk Huffman）推测，在他们对亲王的哀悼过后，他们的敬意可能会转移到查尔斯王子身上。查尔斯王子在2018年访问瓦努阿图时会见了当地一些部落领袖。